# Ablepharus deserti
Ablepharus deserti е вид влечуго от семейство Сцинкови (Scincidae).

## Разпространение
Видът е разпространен в Казахстан, Киргизстан, Таджикистан, Туркменистан и Узбекистан.